# Episodi di Person of Interest (seconda stagione)
(Monologo di apertura di Harold Finch presente nella maggior parte degli episodi della seconda e della terza stagione)
La seconda stagione della serie televisiva Person of Interest, composta da 22 episodi, è stata trasmessa in prima visione negli Stati Uniti d'America dall'emittente CBS dal 27 settembre 2012 al 9 maggio 2013.
In Italia la stagione stata attualmente trasmessa in prima visione dal canale pay Premium Crime, della piattaforma Mediaset Premium, a partire dal 28 novembre 2012; i primi cinque episodi sono stati trasmessi fino al 26 dicembre 2012, mentre i restanti dal 6 aprile al 27 luglio 2013. In chiaro è stata invece trasmessa da Italia 1 dal 10 luglio al 10 settembre 2013.
Nei paragrafi dedicati a ciascun episodio sono indicate le "persone d'interesse" principali, le identità dei quali sono solitamente mostrate in anticipo nelle sigle di apertura di puntata. Sono, inoltre, segnalate le eventuali presenze di flashback e le occasionali anomalie concernenti le sigle dei rispettivi episodi.
| n° | Titolo originale   | Titolo italiano            | Prima TV USA      | Prima TV Italia  |
| -- | ------------------ | -------------------------- | ----------------- | ---------------- |
| 1  | The Contingency    | Il piano di emergenza      | 27 settembre 2012 | 28 novembre 2012 |
| 2  | Bad Code           | Cattivi geni               | 4 ottobre 2012    | 5 dicembre 2012  |
| 3  | Masquerade         | La figlia del console      | 18 ottobre 2012   | 12 dicembre 2012 |
| 4  | Triggerman         | Il killer                  | 25 ottobre 2012   | 19 dicembre 2012 |
| 5  | Bury the Lede      | Prima pagina               | 1º novembre 2012  | 26 dicembre 2012 |
| 6  | The High Road      | Un uomo normale            | 8 novembre 2012   | 6 aprile 2013    |
| 7  | Critical           | Momento critico            | 15 novembre 2012  | 13 aprile 2013   |
| 8  | 'Til Death         | Fino alla morte            | 29 novembre 2012  | 20 aprile 2013   |
| 9  | C.O.D.             | Taxi Driver                | 6 dicembre 2012   | 27 aprile 2013   |
| 10 | Shadow Box         | Fine del gioco             | 13 dicembre 2012  | 4 maggio 2013    |
| 11 | 2πR                | Il giorno fatale           | 3 gennaio 2013    | 11 maggio 2013   |
| 12 | Prisoner's Dilemma | Il dilemma del prigioniero | 10 gennaio 2013   | 18 maggio 2013   |
| 13 | Dead Reckoning     | Calcolo della mortalità    | 31 gennaio 2013   | 25 maggio 2013   |
| 14 | One Percent        | Uno percento               | 7 febbraio 2013   | 1º giugno 2013   |
| 15 | Booked Solid       | Tutto prenotato            | 14 febbraio 2013  | 8 giugno 2013    |
| 16 | Relevance          | Morte apparente            | 21 febbraio 2013  | 15 giugno 2013   |
| 17 | Proteus            | Il camaleonte              | 7 marzo 2013      | 22 giugno 2013   |
| 18 | All In             | All In                     | 14 marzo 2013     | 29 giugno 2013   |
| 19 | Trojan Horse       | Cavallo di Troia           | 4 aprile 2013     | 6 luglio 2013    |
| 20 | In Extremis        | In extremis                | 25 aprile 2013    | 13 luglio 2013   |
| 21 | Zero Day           | Il giorno zero             | 2 maggio 2013     | 20 luglio 2013   |
| 22 | God Mode           | Fuori tempo massimo        | 9 maggio 2013     | 27 luglio 2013   |

## Il piano di emergenza
- Titolo originale: The Contingency
- Diretto da: John Casser
- Scritto da: Jonathan Nolan

### Trama
Reese riceve una serie di parole apparentemente casuali dalla Macchina, che l'ha contattato tramite un telefono pubblico. Dopo aver assegnato alla Carter il compito di indagare più approfonditamente sulla morte di Alicia Corwin, uccisa da Root durante il rapimento di Finch, egli capisce che le parole identificano tre differenti libri nella biblioteca di Finch. Usando il sistema decimale di Dewey, costruisce il numero di Previdenza Sociale di un impiegato di banca, tale Leon Tao. Mentre Reese spera che Tao possa aiutarlo a ritrovare Finch, si conferma invece che si tratta della prossima persona interessante, dato che ha rubato dei soldi a persone molto pericolose. La Macchina in sostanza continua nel suo lavoro, ovvero proteggere tutte le persone, anche in assenza del suo ideatore. Root intanto tiene in ostaggio Finch e gli rivela la sua curiosità riguardo all'operazione che Finch e Reese hanno condotto in precedenza (nell'episodio "Il sistema violato"). In sostanza, la donna ha capito dell’esistenza della Macchina e vuole sapere dove si trova. La Carter incontra grosse difficoltà nella sua operazione, in quanto il Governo sabota le sue indagini, per evitare che venga rivelata l’esistenza della Macchina. Reese, nel frattempo, lascia Tao in custodia a Fusco, mentre si concentra sull'ottenere più indizi sulla posizione di Finch. Tao e Fusco finiscono nelle mani della banda a cui il contabile ha rubato milioni di dollari e Reese è costretto ad intervenire per salvare entrambi. Root, intanto, sotto gli occhi di Finch e con la sua forzata complicità, ruba dei medicinali in una farmacia e, con un sotterfugio, li usa per avvelenare una donna in un ristorante. Quando la donna si sente male e cade a terra, Root è abile a trafugarne il telefono cellulare e ad inviare un messaggio a Denton Weeks, uno degli ufficiali del governo che ha rapporti con la Macchina (è lui a cui Nathan Ingram ha venduto la Macchina per un solo dollaro anni prima), nonché l'amante della donna che Root ha avvelenato. Lo scopo è quello di attirare Weeks a casa della sua amante, in un luogo isolato. In un flashback, si vede l'allenamento condotto da Finch per aiutare la macchina a riconoscere i visi che vede tramite le telecamere di sorveglianza: la Macchina lo aiuta a giocare a Blackjack. Sempre nello stesso flashback, la Macchina salva Finch da un incidente, ma questi la riprende, sottolineando che la Macchina deve proteggere tutti, non solo lui. Reese, frustrato dal comportamento della Macchina, la costringe ad aiutarlo a trovare Finch. Nel frattempo, Denton Weeks, giunto a casa della sua amante, viene neutralizzato da Root, che confessa a Finch di ritenere la Macchina l'"intelligenza perfetta" e la sua intenzione di lasciarla libera dalle persone corrotte che l'hanno imprigionata. Intanto, John viene contattato dalla Macchina, che gli invia il numero di Previdenza Sociale di una ragazza vissuta in Texas, sparita all'età di 14 anni.
- Principale "persona d'interesse": Leon Tao (vittima).
- Flashback: Harold Finch.
- Nota: in questo episodio non è presente il monologo di apertura stagionale.
- Guest star: Amy Acker (Root), Jay O. Sanders (Consigliere Speciale), Cotter Smith (Denton Weeks), Boris McGiver (Robert Hersh), Terry Serpico (Byron), Bill Sage (Reddy), Ken Leung (Leon Tao).
- Altri interpreti: Robert Mukes (Titus), Richard D. Busser (Strohm), Beth Laufer (Julie Davenport), Edgar Fox (Ariano 2), Tim Holmes (Ariano 3).

## Cattivi geni
- Titolo originale: Bad Code
- Diretto da: John Cassar
- Scritto da: Greg Plageman e Patrick Harbinson

### Trama
Reese e Carter partono per il Texas sulle tracce di Hanna Frey, una ragazzina scomparsa molti anni prima. Nel frattempo, Root tiene prigionieri Finch e Weeks e tortura e interroga quest’ultimo per sapere la posizione della Macchina, accusandolo di essere un "codice malevolo". Per provare a Finch che ha affidato la Macchina a persone senza scrupoli, la ragazza si allontana dalla casa e lascia che Finch aiuti Weeks a liberarsi. Non appena Weeks capisce che Finch è legato alla Macchina, prova ad ucciderlo, ma Root interviene e, dopo aver ottenuto da quest'ultimo informazioni sull'approssimativa posizione della Macchina ("da qualche parte a Salt Lake City"), lo uccide. Nel frattempo, Reese prosegue sulle tracce della ragazzina scomparsa che era stata rapita fuori da una biblioteca. L'unica testimone è la migliore amica di Hanna, Samantha Groves, che all’epoca informò la bibliotecaria, la quale non le credette, principalmente perché innamorata dell'uomo che la ragazzina accusava di avere rapito Hanna. Reese, intanto, partendo da uno scontrino di una libreria e tracciando dei movimenti bancari, grazie anche a delle intercettazioni telefoniche fornitegli da Fusco, riesce a triangolare la posizione sia di Root e che di Weeks, che sembrano trovarsi in un cottage nel Maryland. Carter intanto scopre il cadavere sepolto di Hanna Frey ed informa Reese che Samantha, in realtà, è Root. John purtroppo arriva troppo tardi al cottage, dove trova il corpo di Weeks e un indizio lasciato da Finch sul telefono cordless della casa, un numero che Reese decodifica e che gli permette di raggiungere la stazione ferroviaria e salvare Finch poco prima che insieme a Root sia costretto a prendere un treno per Salt Lake City. Root, però, riesce a scappare prima che Reese la possa prendere ed in seguito telefona a John per ringraziarlo di avere contribuito a ritrovare il cadavere della sua amica Hanna che potrà così essere degnamente sepolto. Mentre parla con Reese, osserva ed ascolta gli uomini del Governo che recuperano dal cottage il corpo di Weeks.
- Principale "persona d'interesse": Hanna Frey (vittima).
- Flashback: Root.
- Nota: in questo episodio non è presente il monologo di apertura stagionale.
- Guest star: Amy Acker (Root), Jay O. Sanders (Consigliere Speciale), Cotter Smith (Denton Weeks), Boris McGiver (Robert Hersh), Loudon Wainwright (Sceriffo Landry), Richard Bekins (Brian Frey), Jeremy Kushnier (Cody Grayson), Margo Martindale (Barbara Russell).
- Altri interpreti: Emily Robinson (Hanna Frey), Mercedes Griffeth (Samantha Groves), Kevin Loreque (Trent Russell), Rebecca Metz (Barbara Russell da giovane), Ryan Andes (Shep), Maddie Jo Landers (Crystal), Justin Patterson (Motel manager), Che Ayende (Vice-sceriffo), Abdel Gonzalez (Autista).

## La figlia del console
- Titolo originale: Masquerade
- Diretto da: John Cassar
- Scritto da: Melissa Scrivner-Love

### Trama
Mentre Finch cerca di riadattarsi alla vita normale, dopo il suo rapimento, stabilendo un legame con Bear, il cane trovato da Reese in precedenza, Reese viene assunto come guardia del corpo di Sophia Campos, la figlia viziata del console brasiliano a New York. Sophia è divenuta l'obiettivo del capo di un'operazione di contrabbando di droga, che crede che lei ed una sua amica abbiano assistito ad alcuni movimenti di tale operazione. Nel frattempo, Fusco aiuta la Carter con il caso di Alicia Corwin. All'obitorio, la Carter incontra Mark Snow, che le dice di essere stato riassegnato, ma in realtà è tenuto in ostaggio da Kara Stanton, che cerca di trovare il mandante dell'operazione Ordos in cui lei e Reese dovevano morire.
- Principale "persona d'interesse": Sofia Campos (vittima).
- Guest star: Paloma Guzman (Sofia Campos), Michael Kelly (Agente Mark Snow), Boris McGiver (Robert Hersh), Gary Perez (Hector Campos), Nick Gehlfuss (Jack Hughes), Annie Parisse (Kara Stanton).
- Altri interpreti: Roderick Hill (Rick), Taylor Gildersleeve (Gabi), Isaiah Johnson (Monty Spencer), Caroline Strong (Agente della CIA), Mihran Shlougian (Vladimir).
- Non accreditati: Elizabeth Marvel (Alicia Corwin).

## Il killer
- Titolo originale: Triggerman
- Diretto da: John Cassar
- Scritto da: Erik Mountain

### Trama
Riley Cavanaugh, un militante di un mafioso irlandese, diventa il prossimo numero quando tradisce il suo capo per scappare con la donna che ama, Annie, che doveva essere la sua prossima vittima. Reese e Finch dibattono sulla moralità del dover salvare un killer a sangue freddo, ma hanno presto bisogno dell'aiuto di Riley, appena Annie viene catturata da dei cacciatori di taglie pagati dal mafioso. Per tenere Annie al sicuro, Finch è costretto a fare un accordo con Elias, che, nonostante si trovi dietro le sbarre, continua a dirigere la più grossa organizzazione criminale di New York: come da accordo, Finch dovrà giocare a scacchi contro Elias regolarmente. Riley sacrifica la sua stessa vita per salvare Annie e Reese la convince ad interpretare questo atto come una prova del suo amore e come segno della sua redenzione.
- Principale "persona d'interesse": Riley Cavanaugh (vittima).
- Guest star: Enrico Colantoni (Carl Elias), Jonathan Tucker (Riley Cavanaugh), Mike McGlone (Detective Bill Szymanski), Liza J. Bennett (Annie Delaney), Otto Sanchez (Ochoa), Matt McTighe (Eddie Massey), Kevin Conway (George Massey).
- Altri interpreti: Sean Gormley (Al), Craig Bockhorn (Cliente del bar), Fenton Lawless (Barista), Jeremy Paschall (Delinquente).

## Prima pagina
- Titolo originale: Bury the Lede
- Diretto da: John Cassar
- Scritto da: David Slack

### Trama
Durante le elezioni per il nuovo sindaco di New York, la polizia e l'FBI stanno stringendo la rete intorno all'invisibile capo dell'HR. La reporter investigativa Maxine Angelus sta provando a batterli e diventa, così, il prossimo numero. Reese, però, incontra diverse difficoltà a proteggere Maxine, in quanto la donna sta investigando anche sul misterioso "Uomo con la Giacca". Finch sfrutta un sito online per incontri per permettere a Reese di avvicinarsi alla donna, senza scoprire la sua vera identità. L'HR organizza una finta soffiata a Maxine, dando il nome di un informatore dell'FBI come capo dell'organizzazione stessa: questo la scredita agli occhi del pubblico. Nel frattempo, sono tutti alla ricerca di un libretto che contiene i nomi di tutti i membri dell'HR: Reese, Carter e Fusco sono sulle tracce e riescono a trovarlo, ma Fusco rimuove segretamente le pagine che incriminerebbero lui e Simmons. Il libretto, comunque, include il nome di uno dei due candidati per il posto di sindaco di New York, ma in realtà entrambi i candidati sono sulla lista paga di Quinn, il vero capo dell'HR.
- Principale "persona d'interesse": Maxine Angelis (vittima/carnefice).
- Guest star: Paige Turco (Zoe Morgan), Robert John Burke (Agente Patrick Simmons), Gloria Votsis (Maxine Angelis), Brennan Brown (Agente Nicholas Donnelly), Clarke Peters (Alonzo Quinn), John Ventimiglia (Christopher Zambrano), James Saito (Glen).
- Altri interpreti: Anthony Mangano (Detective Kane), Richard V. Licata (Ed Griffin), Kevin Collins (Landon Walker), Rick Gifford (Agente Craig Bogle), John Henry Cox (Paul Hix), Jeremie Harris (Agente Willis Clark).

## Un uomo normale
- Titolo originale: The High Road
- Diretto da: John Cassar
- Scritto da: Nic Van Zeebroeck

### Trama
Reese si avventura in periferia per trovare la prossima persona d'interesse: Graham Wyler, il cui passato è tornato per ucciderlo. Reese chiede a Zoe Morgan di "sposarlo" per la missione ed aiutarlo a mescolarsi nella vita di periferia. Si trasferiscono in periferia e cercano di scoprire di più su Wyler. Quest'ultimo, infatti, prima di fingersi un normale padre di famiglia, era un ladro, nonché abile scassinatore di casseforti. I suoi ex compagni, finiti in carcere molti anni prima, lo obbligano a compiere un'ultima rapina, in quanto lo considerano responsabile della loro permanenza in prigione. Mentre Wyler sta aprendo la cassaforte, Reese si finge uno dei malviventi: la polizia arriva sul luogo, ma la Carter permette a Reese ed a Wyler di fuggire, facendo prendere alla squadra di polizia la scala sbagliata. Wyler, però, decide di consegnarsi alle forze di polizia, in quanto vuole smetterla di fingere. Viene costretto agli arresti domiciliari, in quanto la corte non lo giudica un pericolo per la società e la sua famiglia, nonostante tutto, lo accetta lo stesso. Zoe e John "divorziano", ma Zoe suggerisce a John di fermarsi ancora un'altra notte nella loro casa.
- Principale "persona d'interesse": Graham Wyler (vittima).
- Flashback: Harold Finch
- Guest star: Paige Turco (Zoe Morgan), Brett Cullen (Nathan Ingram), Alicia Witt (Connie Wyler), Dominic Fumusa (Chris Vaughn), Carrie Preston (Grace Hendricks), Victor Verhaeghe (Daniel Burnside), David Denman (Graham Wyler / Lloyd Pruitt).
- Altri interpreti: Olivia Nikkanen (Izzy Wyler), Sharrief Pugh (Loeb), Arash Mokhtar (Gelataio), Rashad Edwards (Agente), Sacha Di Bona (Atay Clerik), Saxon Palmer (Rupert).

## Momento critico
- Titolo originale: Critical
- Diretto da: Frederick E. O. Toye
- Scritto da: Sean Hennen

### Trama
Reese a Finch lavorano per salvare le vite di un CEO sottoposto ad un intervento chirurgico segreto e la moglie della chirurga addetta a tale intervento, da un ex agente dell'MI6 ed una squadra di ex operativi della SAS. Leon Tao, di nuovo in pericolo, li aiuta mentre resta nella biblioteca per essere al sicuro. La Detective Carter è costretta ad intervenire nell'omicidio di un uomo che aveva il suo biglietto da visita nel portafogli, scoprendo che è stato l'Agente Snow a compiere quell'omicidio. Quando incontra Snow, egli le rivela che ha una bomba addosso che gli è stata messa da qualcuno, al quale Snow si riferisce al femminile. Si scopre poi più avanti che la "lei" di cui parlava Snow non è altro che Kara Stanton, ex compagna di squadra di Reese che dovrebbe essere morta durante un bombardamento aereo in Cina. La Detective Carter informa Reese del suo incontro con l'Agente Snow, ma Reese la invita a restarne fuori, in quanto Carter ha delle persone che sentirebbero la sua mancanza, al contrario di Finch e Reese.
- Principale "persona d'interesse": Madeleine Enright (vittima/carnefice).
- Guest star: Sharon Leal (Dott.ssa Madeleine Enright), Julian Sands (Alastair Wesley), Michael Kelly (Agente Mark Snow), Erica Leerhsen (Amy), Bryce Pinkham (Leland Rains), Geneva Carr (Infermiera Liz Picket), Geoffrey Cantor (Sebastian Alta), Ken Leung (Leon Tao).
- Altri interpreti: Sam Freed (Oliver Veldt), Nick Stevenson (Agente del parco), Gilbert Cruz (Responsabile della sicurezza), Mia Ellis (Infermiera), Aaron Sholemenko (Agente), Lohrasp Kansara (Membro della gang albanese).

## Fino alla morte
- Titolo originale: 'Til Death
- Diretto da: Helen Shaver
- Scritto da: Amanda Segel

### Trama
La Macchina riporta due numeri appartenenti ad una coppia sposata che possiede una casa editrice. Reese e Finch lavorano insieme e scoprono presto che entrambi hanno ordinato a degli assassini di uccidere il loro compagno, per impedire che la compagnia venga venduta. Reese rapisce la coppia con il riluttante aiuto della Carter e Finch agisce da consulente matrimoniale, mentre gli assassini assoldati dalla coppia cercano di concludere il loro compito, ma vengono fermati da Reese, dalla Carter e dall'improvviso intervento di Fusco. Alla fine della puntata, Finch rievoca alcuni momenti con Grace, la sua ex fidanzata.
- Principali "persone d'interesse": Daniel Drake (vittima/carnefice) e Sabrina Drake (vittima/carnefice).
- Flashback: Harold Finch.
- Guest star: Brett Cullen (Nathan Ingram), Mark Pellegrino (Daniel Drake), Francie Swift (Sabrina Drake), Carrie Preston (Grace Hendricks), Sterling K. Brown (Detective Cal Beecher), Tricia Paoluccio (Rhonda DiArnato), Todd Susman (Henry Brooks).
- Altri interpreti: Jacinto Taras Riddick (Nestor Santiago), Arash Mokhtar (Gelataio), Natalie Kuhn (Assistente di Drake), Ivana Shein (Assistente di Sabrina).

## Taxi Driver
- Titolo originale: C.O.D.
- Diretto da: Clark Johnson
- Scritto da: Ray Utarnachitt

### Trama
Reese lavora per salvare la vita un tassista locale che viene messo in pericolo da un passeggero, il quale lascia un computer portatile nella sua auto. Finch scopre ben presto che questo portatile è l'oggetto di una ricerca che non risparmia vittime condotta dalla mafia estone. Reese e Finch, con l'aiuto della Carter, cercano di recuperare il computer, che è stato venduto dal tassista per racimolare abbastanza soldi da permettere alla sua famiglia a Cuba di raggiungerlo a New York. Nel frattempo, l'HR ormai decimato, coinvolge Fusco in un'operazione molto pericolosa, per cercare di riappacificare i rapporti con Elias, che però non si dimostra interessato.
- Principale "persona d'interesse": Fermin Ordoñez (vittima).
- Guest star: Michael Irby (Fermin Ordoñez), Robert John Burke (Agente Patrick Simmons), Reiko Aylesworth (Agente Regina Vickers), Clarke Peters (Alonzo Quinn), Tony Plana (Mendoza), Philip Anthony-Rodriguez (Rafael Acosta), David Valcin (Scarface), Larisa Polonsky (Irina Kapp), Al Sapienza (Detective Raymond Terney).
- Altri interpreti: Ed Setrakian (Luciano Grifoni), Christopher Yee (D3mn8), Amir Darvish (Aziz Mansoor), Scott Aiello (Detective Bowman), Verónica Cruz (Maria Ordoñez), Marcelo Laygo (Jorge Ordoñez), Kirill Nikiforov (Vladim Pushkov).

## Fine del gioco
- Titolo originale: Shadow Box
- Diretto da: Stephen Surjik
- Scritto da: Patrick Harbinson

### Trama
Reese deve proteggere la sorella di un soldato che è morto in Afghanistan ed il suo ragazzo, un ex Marine che ha perso il suo braccio destro. I due stanno cercando di smascherare il capo di una fondazione per i veterani di guerra e lo accusano di rubare un sacco di soldi. Alla Carter, nel frattempo, viene offerto un lavoro temporaneo all'FBI, con l'Agente Speciale Donnelly che è tornato con nuove prove che gli potrebbero permettere di raggiungere Reese. La situazione si complica quando Reese, che diventa troppo legato a questo specifico caso, si espone troppo: i due ragazzi si salvano, ma Reese resta intrappolato nell'operazione di Donnelly. Viene arrestato, insieme ad altri tre uomini, vestiti esattamente come lui, che erano lì per fermare ed uccidere i due ragazzi e Reese.
- Principale "persona d'interesse": Abby Monroe (vittima).
- Guest star: Jessica Collins (Abby Monroe), Robert John Burke (Agente Patrick Simmons), Brian J. Smith (Shayn Coleman), Brennan Brown (Agente Nicholas Donnelly), Clarke Peters (Alonzo Quinn), Sterling K. Brown (Detective Cal Beecher), John Bedford Lloyd (Philip Chapple), Creighton James (Wayne Packer), Jeremiah Birkett (Responsabile dell'ufficio).
- Altri interpreti: Allan Louis (Detective Olson), James Knight (Brian Kelly), Austin Durant (Sergente della SWAT).
- Non accreditati: Brendan Griffin (Charles Macavoy).

## Il giorno fatale
- Titolo originale: 2πR
- Diretto da: Richard J. Lewis
- Scritto da: Dan Dietz

### Trama
Finch deve proteggere un ragazzo, che è un bravissimo programmatore, ma anche un signore della droga. Harold scopre ben presto che il ragazzo ha perso il fratello in un incidente nella metropolitana e sta mettendo da parte, con la droga e con un nuovo sistema di compressione da lui ideato, molti soldi da lasciare alla madre, dopo il suo suicidio. Egli vuole uccidersi esattamente come si era ucciso il fratello. Finch riesce a salvarlo, anche con l'aiuto del Detective Fusco. Nel frattempo la Carter "si sporca le mani" e modifica le prove per scagionare Reese. Tuttavia, Donnelly riesce a tenere i quattro uomini ancora in carcere, nonostante non vi siano prove al riguardo.
- Principale "persona d'interesse": Caleb Phipps (vittima).
- Guest star: Luke Kirby (Chris Beckner), Luke Kleintank (Caleb Phipps), Brennan Brown (Agente Nicholas Donnelly), Creighton James (Wayne Packer), James Colby (Agente Andrew Murphy), Mary McCann (Lori Phipps), Hassan Iniko Johnson (Lorenzo), Susan Blackwell (Preside Lawton).
- Altri interpreti: John Sharian (Warden Hutchins), Gregory Abbey (Howard Giazer), Stevie Steel (Julia Franklin), Malika Samuel (Lily Williams), Jason Ananias Dixon (Diego Velasquez).
- Non accreditati: James Knight (Brian Kelly), Brendan Griffin (Charles Macavoy).

## Il dilemma del prigioniero
- Titolo originale: Prisoner's Dilemma
- Diretto da: Chris Fisher
- Scritto da: David Slack

### Trama
La Macchina segnala a Finch un nuovo numero, la modella Karolina Kurkova, che viene assegnata a Fusco. Nel frattempo, Carter è costretta ad interrogare i quattro sospettati. Finch la assiste a distanza creando false informazioni in base a ciò che Reese risponde durante l'interrogatorio. Elias offre aiuto a Reese, ma egli rifiuta perché sa che l'FBI è a conoscenza della collaborazione tra l'Uomo con la giacca ed Elias. Finch minaccia un sospetto per convincerlo a dire all'FBI chi è l'uomo. Il sospettato accusa uno degli altri quattro, ma questo viene ucciso da un sicario del governo che sa che l'Uomo con la Giacca è a conoscenza della Macchina. A questo punto, l'agente Donnelly sospetta di Reese e lo costringe a confrontarsi con degli altri detenuti che Reese aveva mandato dentro in precedenza; nella lotta Reese non reagisce e finisce a terra quasi subito. La Carter, visibilmente agitata, interroga l'ultimo sospettato e lo provoca in modo da farsi attaccare: il suo tentativo riesce e l'FBI rilascia Reese. Più tardi, Reese incontra la Carter per ringraziarla, ma Donnelly li vede e capisce che Reese è il vero Uomo con la Giacca. Arresta la Carter per cospirazione e Reese per omicidio. Nel frattempo, Finch cerca di contattare Fusco per dare una mano a Reese ed alla Carter, ma un telefono pubblico vicino a lui comincia a suonare. Finch esita, ma alla fine è costretto a rispondere: la Macchina comunica il numero di Donnelly. Finch si mette immediatamente in contatto con l'agente dell'FBI, ma è ormai troppo tardi: un camion scontra lateralmente l'automobile di Donnelly. Dal mezzo scende Kara Stanton che colpisce Donnelly e inietta un sedativo a Reese.
- Principale "persona d'interesse": Karolína Kurková (vittima).
- Flashback: John Reese.
- Guest star: Enrico Colantoni (Carl Elias), Brennan Brown (Agente Nicholas Donnelly), Jay O. Sanders (Consigliere Speciale), Boris McGiver (Robert Hersh), Terry Serpico (Byron), Karolína Kurková (Se stessa), Creighton James (Wayne Packer), Brendan Griffin (Charles Macavoy), Annie Parisse (Kara Stanton).
- Altri interpreti: John Sharian (Warden Hutchins), James Knight (Brian Kelly), Charlotte Maier (Megan), Tom Titone (Dawson), Tony F. Devito (Ragazzo).
- Non accreditati: Elizabeth Marvel (Alicia Corwin), Michael Kelly (Agente Mark Snow), Toshiko Onizawa (Root).

## Calcolo della mortalità
- Titolo originale: Dead Reckoning
- Diretto da: John Dahl
- Scritto da: Erik Mountain

### Trama
Carter sopravvive all'incidente e riceve una telefonata da Finch. La detective comunica ad Harold che Donnelly è morto e Reese è scomparso. La Stanton ha rivestito Reese con una cintura esplosiva come quella di Snow e comunica ad entrambi i suoi ostaggi che dovranno fare qualche lavoretto per lei. Iniziano procurandosi un disco rigido e dopo gli viene assegnato il compito di installarlo. Grazie ad un falso allarme bomba, Reese e Snow riescono ad introdursi all’ultimo piano di un edificio dove ha sede un’agenzia governativa segreta dedita alla creazione di armi informatiche. Un flashback mostra Kara in ospedale che riceve una visita da un uomo misterioso che chiede il suo aiuto. Kara afferma che lo aiuterà solo se questi risponderà alla domanda su chi ha venduto il laptop ai cinesi. Tornati ai giorni nostri, Kara imposta la bomba che indossano Reese e Snow per esplodere dopo 15 minuti, ma Reese riesce a contattare Harold e, anche grazie all’aiuto di un tecnico informatico, riesce e cancellare il sistema, tentando di impedire a Kara di ottenere ciò che vuole. Kara giunge anch’essa sul posto, disattiva le cinture esplosive e, tenendo sotto tiro Reese, Snow ed il tecnico, li rinchiude in un'altra stanza, rivelando le sue reali intenzioni, ossia non di trafugare armi informatiche, ma di introdurre nel sistema l’arma che è in suo possesso all’interno dell’hard drive. Effettuata l’operazione, reimposta le cinture esplosive a 5 minuti e fugge. Reese e Snow riescono ad uscire dalla stanza, ma Snow colpisce Reese e corre per raggiungere Kara. La Carter e Fusco cercano di aiutare Reese, ma lui rifiuta, intenzionato a non mettere a repentaglio anche le loro vite. Finch incontra Reese sul tetto e, dopo qualche discussione, riesce a disattivare la bomba che Reese ha addosso appena in tempo. Kara riceve telefonicamente il nome di chi ha venduto il portatile di Ordos e lo annota su un foglietto, ma, raggiunta la sua auto, vi trova Snow, la cui cintura esplode ed uccide entrambi. L'FBI sembra essere soddisfatta, in quanto Snow coincide con la descrizione dell'Uomo con la Giacca ed il caso viene quindi ufficialmente chiuso. Finch comunica a Reese che il malware introdotto nel sistema dalla Stanton è estremamente sofisticato e che la sola informazione che finora è riuscito a scoprire è che è programmato per attivarsi dopo cinque mesi. Un flashback visita nuovamente la macchina poco dopo l'esplosione che ha ucciso la Stanton e Snow. Un foglietto di carta bruciacchiato svolazza verso i rottami in fiamme con scritto un nome: Harold Finch.
- Principale "persona d'interesse": Kara Stanton (carnefice).
- Flashback: Kara Stanton.
- Guest star: Michael Kelly (Agente Mark Snow), Brennan Brown (Agente Nicholas Donnelly), John Nolan (John Greer), Brian Hutchison (Agente Brian Moss), Cameron Scoggins (Kevin), Annie Parisse (Kara Stanton).
- Altri interpreti: Matt Deangelis (Petar).
- Non accreditati (filmati di repertorio): Elizabeth Marvel (Alicia Corwin).

## Uno percento
- Titolo originale: One Percent
- Diretto da: Chris Fisher
- Scritto da: Denise Thé e Melissa Scrivner-Love

### Trama
Reese deve proteggere lo snob miliardario Logan Pierce, il quale infrange così tante regole da lasciar pensare che chiunque lo voglia uccidere. 
Flashback nel 2001: Nathan informa Harold dell'attentato alle Torri Gemelle. 
Una programmatrice rivale a cui Pierce aveva promesso dei capitali per lo sviluppo è la prima sospettata, ma ella attualmente non si trova. Dopo diversi attentati alla vita di Pierce, si scopre che il suo socio in affari, Justin Ogleby sta provando ad ucciderlo. Pierce vede Finch e Reese insieme, poi Pierce vola con Reese fino a San Pietroburgo, in Russia, per sfuggire al suo assassino. Pierce, però, invita dozzine di amici alla sua festa, causando l'allontanamento disgustato di Reese. Pierce, però, all'uscita dalla festa incontra Justin ed i suoi uomini; Justin spiega perché vuole uccidere il suo socio, prima di dirgli addio ed andarsene. I due uomini stanno quasi per buttare Pierce giù da un ponte, quando Reese appare dal nulla e lo salva. 
Un veloce flashback nel 2009 mostra il vecchio partner di Finch, Ingram, che cerca di salvare uno dei numeri "irrilevanti" identificati dalla Macchina, a cui ha accesso tramite backdoor.
Justin viene arrestato e si scopre che Pierce stava collaborando con Emily Morton, in quanto ella aveva sviluppato una tecnologia superiore. Essendo stato licenziato da FriendCzar, Pierce non ha più l'obbligo di non concorrenza nei confronti della sua vecchia azienda e ciò gli permette di assistere Emily in una nuova azienda che distruggerà FriendCzar. Pierce, infine, regala a Reese un costoso orologio; appena Finch lo vede, lo butta a terra e lo rompe, trovandoci dentro un piccolo ricevitore GPS. Bear riesce a superare la sua depressione quando Finch e Reese lo portano al parco per incontrare qualche compagno di giochi.
- Principale "persona d'interesse": Logan Pierce (vittima).
- Flashback: Harold Finch e Nathan Ingram.
- Guest star: Brett Cullen (Nathan Ingram), Charlie Semine (Justin Ogilvy), Chandler Williams (Jeremy Campbell), Brooke Bloom (Emily Norton), Jimmi Simpson (Logan Pierce).
- Altri interpreti: Tibor Feldman (Sinclair Melborne), Quincy Chad (Bigfoot), Paul Schoeffler (Ben Kamin), Bridget McKevitt (Cynthia Kamin), Paul Juhn (Richard Grant), Jordan Baker (Avvocato di Emily Norton), Robert Jimenez (Avvocato di Richard Grant), Barry Ratcliffe (Banditore), Liv Rooth (Janet).

## Tutto prenotato
- Titolo originale: Booked Solid
- Diretto da: Frederick Toye
- Scritto da: Nic Van Zeebroeck e Michael Sopczynski

### Trama
Reese e Finch lavorano sotto copertura in un hotel per proteggere una cameriera, sfuggita dalla guerra in Kosovo. Con l'aiuto di Zoe, che lavora anche lei nell'hotel, Reese segue Mia mentre lavora come fattorino, mentre Finch fa il concierge. Finch scopre che Mia sta nascondendo la sua vera identità e si rendono conto che una squadra di ex militari la sta cercando. John viene a sapere che la ragazza si sta rifiutando di collaborare con un reporter, che sta cercando di smascherare dei crimini di guerra di un generale serbo. Quando questo giornalista viene ucciso, la cameriera decide di inviare un DVD con le prove di tali crimini alle autorità. Fusco scorta Mia alla centrale, dove un ultimo uomo della squadra cerca di ucciderla: la Carter lo uccide. Quest'ultima, intanto, riceve un'offerta per entrare nell'FBI e le viene chiesto di sottoporsi al poligrafo. Viene però rifiutata a causa dei rapporti con Cal Beecher, che sembra aver avuto dei problemi con gli Affari Interni. Hersh, l'assassino assoldato dal governo per uccidere Reese, riesce ad incastrare John e lo costringe a dare alcune risposte, ma Reese riesce a colpirlo con un coltello, offrendogli due possibilità: seguire John e morire da lì a 20 minuti, oppure raggiungere l'ospedale per sottoporsi a cure mediche adeguate. Sceglie l'ospedale e mentre è ricoverato viene richiamato a Washington. Finch acquista l'hotel e promuove Mia a manager dell'intero albergo. Ringraziando Zoe per averlo aiutato, John flirta con lei e le chiede di passare la notte in una suite dell'hotel. Alla fine si scopre che la segreteria del Consigliere Speciale, la signorina May, è Root.
- Principale "persona d'interesse": Mira Brozi (vittima).
- Guest star: Paige Turco (Zoe Morgan), Jay O. Sanders (Consigliere Speciale), Sterling K. Brown (Detective Cal Beecher), Boris McGiver (Robert Hersh), Brian Hutchison (Agente Brian Moss), David Pittu (Derek Fowler), Ted Koch (Admin dell'FBI), Stephen Schnetzer (Tug Brantley), Mía Maestro (Mira Dobrica).
- Altri interpreti: Andy Murray (Charles Harris), Luba Mason (Betty).
- Non accreditati: Amy Acker (Root).

## Morte apparente
- Titolo originale: Relevance
- Diretto da: Jonathan Nolan
- Scritto da: Amanda Segel e Jonathan Nolan

### Trama
Sameen Shaw, una killer del governo, e Michael Cole, uno specialista informatico, lavorano entrambi per il Consigliere Speciale. Il loro compito è neutralizzare i piani delle organizzazioni terroristiche, usando le informazioni che ricevono da un gruppo del Pentagono chiamato "La Ricerca". Cole sospetta che La Ricerca possa, alle volte, sbagliarsi, in quanto egli ha scoperto che il numero di Previdenza Sociale appartenente ad un ingegnere elettronico che hanno ucciso in precedenza era stato assoldato dal governo degli Stati Uniti e non dai terroristi. La Macchina, nel frattempo, dà il loro numeri a Reese e Finch, in quanto le loro vite sono ora in pericolo. Una squadra inviata appositamente dal Governo per uccidere Shaw e Cole riesce in parte nell'intento, uccidendo l'uomo che si pone fisicamente tra i proiettili diretti a Shaw. Reese aiuta Shaw a scappare, ma questa gli spara, credendo che sia un altro assassino. Durante la fuga, Shaw viene catturata e legata da Root, che crede che lei sappia dove si trova la Macchina. Root, però, è costretta a scappare per evitare un'altra squadra del Governo. Reese salva nuovamente Shaw e la porta a conoscere Finch, che le spiega che La Ricerca, in realtà, non esiste (lasciando intendere implicitamente che è la Macchina) e le offre il suo aiuto. Shaw rifiuta e rifiuta anche il biglietto da visita di Finch. Shaw si presenta al Consigliere Speciale e gli consegna i dati che Cole ha recuperato, dopo aver ucciso il subordinato che ha ordinato la sua morte e quella di Cole. Il Consigliere Speciale la lascia andare, ma il suo vecchio capo Hersh la sorprende in strada e le inietta un veleno. Leon Tao (vestito da paramedico), la Detective Carter ed il Detective Fusco si prendono la responsabilità del corpo apparentemente morto. Scopriamo nella scena successivo che Tao, come gli è stato detto di fare da Reese, le ha iniettato un antidoto. Shaw, dopo essersi ripresa, incontra Reese e Finch in un cimitero. Rifiutando di nuovo il loro aiuto, accetta però il biglietto da visita di Finch.
- Principale "persona d'interesse": Sameen Shaw (vittima).
- Nota: in questo episodio è presente una versione abbreviata del monologo di apertura stagionale.
- Guest star: Amy Acker (Root), Paul Sparks (Wilson), Jay O. Sanders (Consigliere Speciale), Boris McGiver (Robert Hersh), Ebon Moss-Bachrach (Michael Cole), Sarah Shahi (Sameen Shaw), Ken Leung (Leon Tao).
- Altri interpreti: Lord Jamar (Grishin), Curtis McClarin (Mullins), Turron Kofi Alleyne (Lewis), Dominik Tiefenthaler (Agente di Berlino), Monte Bezell (Youssef), Michael Ellan (Ahnaz Bekhti), Jonathan Sale (Agente Fleming), Brent Werzner (Leader), Fajer Al-Kaisi (Amico di Youssef).

## Il camaleonte
- Titolo originale: Proteus
- Diretto da: Kenneth Fink
- Scritto da: Sean Hennen

### Trama
Dopo un silenzio di circa tre giorni, la Macchina genera sei numeri di persone in tutto il paese che risultano scomparse. Reese e Finch concludono quasi immediatamente che sono sulle tracce di un ladro d'identità. La situazione si complica quando Finch trova dei denti bruciati, ovvero tutto ciò che resta dell'ultima delle sei persone scomparse segnalate dalla Macchina. A questo punto, il Detective Carter si rende conto che sono sulle tracce di un serial killer che assume l'identità delle sue vittime. Reese, nel frattempo, è ad Owen Island dove incontra l'agente dell'FBI Fahey che sta cercando lo stesso killer. A causa di una forte tempesta, tutti i residenti dell'isola che non sono riusciti ad evacuare prima, si trovano ora alla stazione di polizia. Questo fa intendere a Reese ad all'agente Fahey che il killer deve trovarsi nella stazione. Dato che Finch non riesce più a contattare Reese e che tutte le strade per raggiungere l'isola sono chiuse, usa un idrovolante per atterrare nella via principale della città: viene immediatamente portato alla stazione di polizia, dove si finge un cacciatore di tempeste. Riesce a costruire un poligrafo usando un sismografo che si era portato dietro come strumento di copertura e Fahey lo usa per interrogare le persone nella stazione. La Carter, nel frattempo, scopre che la sua prima vittima era il suo compagno di stanza al college e cerca di raggiungere Finch e Reese. Cal Beecher, col quale la Carter non vorrebbe più avere rapporti, la accompagna ad Owen Island. Nel frattempo, Finch e Reese si dividono ed entrambi, in modi diversi, scoprono che il killer è in realtà l'agente Fahey; il vero agente Fahey è stato ucciso prima di arrivare sull'isola. Reese viene trattenuto da un piccolo trafficante di droga, del quale ha scoperto l'operazione segreta, mentre il killer cattura Finch e comincia il processo per rubargli l'identità, mentre spiega le sue motivazioni. Egli crede di star vivendo le vite delle vittime molto meglio di quanto facessero le vere persone padroni di quelle vite e sostiene che si fermerà quando avrà trovato l'identità "adatta a lui". La Carter arriva in tempo e colpisce il killer, che però ha addosso il giubbotto antiproiettile: si rialza mentre Finch e la Carter sono girati di schiena, ma viene definitivamente ucciso da Beecher. Finch e Reese, infine, cercano di capire il motivo del silenzio della Macchina: Finch crede che sia colpa del virus che Kara Stanton ha inviato al Dipartimento della Difesa e che potrebbe aver infettato la macchina e rallentato la velocità dei suoi conti. Confessa, inoltre, a Reese che crede che questo sia solo l'inizio di un'enorme tempesta.
- Principale "persona d'interesse": Alex Declan (carnefice).
- Guest star: Luke MacFarlane (Alex Declan / Alan Fahey), Becky Ann Baker (Sceriffo Erica Schmidt), Dan Lauria (Stanley Amis), Sterling K. Brown (Detective Cal Beecher), Brian Hutchison (Agente Brian Moss), Cindy Katz (Vicky Winter), Dennis Flanagan (Victor Engquist).
- Altri interpreti: James Andrew O'Connor (Ethan Mattson), Derek Wilson (Dennis Cunningham), Mandy Siegfried (Carly Moon), Timothy Sekk (Kyle Moon), Hayley Treider (Becky Hess).

## All In
- Titolo originale: All In
- Diretto da: Tricia Brock
- Scritto da: Lucas O'Connor

### Trama
La Macchina genera il numero di un orologiaio Lou Mitchell: quest'uomo perde regolarmente enormi somme di denaro in un casinò del luogo. Finch e Reese scoprono che lui è solo una delle tante vittime di un'operazione di riciclaggio di denaro sporco proveniente dal mondo della droga, gestita dal padrone del Casinò. Finch riesce ad entrare nella stanza dei Server del Casinò per prendere le prove necessarie, ma viene preso in ostaggio insieme a Reese, Leon (che si era finto un milionario in visita al casinò per distrarre la sicurezza) e Lou. Vengono costretti a giocare alla roulette russa, ma Reese riesce a tirarli fuori vivi: il padrone del Casinò cerca di sparare con la pistola che stava usando per il gioco, ma Lou, in quanto abile manipolatore di carte, aveva sottratto il proiettile prima di inserirlo nella pistola. Nel frattempo, il Detective Szymanski viene incriminato dall'HR in modo che un capo mafioso russo possa essere scagionato, in quanto il Detective è l'unico testimone che lo può imprigionare. Il mafioso russo accetta di fornire finanziamenti all'HR, in cambio della sua libertà. La Carter scopre che è Szymanski è stato arrestato grazie ad una soffiata arrivata all'orecchio di Cal Beecher. La Carter, però, riesce a scagionare Szymanski, che però viene poi ucciso dal vero boss dell'HR, Alonzo Quinn, che lo fa figurare come un omicidio fatto da qualcun altro. Il Detective Terney della squadra omicidi si rivela essere un uomo dell'HR che sta controllando Fusco e la Carter.
- Principale "persona d'interesse": Louis "Lou" Mitchell (vittima).
- Guest star: Ron McLarty (Lou Mitchell), Robert John Burke (Agente Patrick Simmons), Mike McGlone (Detective Bill Szymanski), Clarke Peters (Alonzo Quinn), Sterling K. Brown (Detective Cal Beecher), Michael Rispoli (Dario Makris), Morgan Spector (Peter Yogorov), Al Sapienza (Detective Raymond Terney), Jennifer Van Dyck (Avvocato Melinda Wright), Ken Leung (Leon Tao).
- Altri interpreti: Amy Hohn (Jen), Lisa Brescia (Kelly), Louis Morenmo (Detective Ginsberg), Madison Garton (Candi), Bowman Wright (Nigeriano), Natalie Toro (Cassiera), Jamie Choi (Rivenditrice).

## Cavallo di Troia
- Titolo originale: Trojan Horse
- Diretto da: Jeffrey Hunt
- Scritto da: Dan Dietz e Erik Mountain

### Trama
Reese controlla la famiglia di Michael Cole ed incontra nuovamente Shaw. Finch chiama con un nuovo numero, che corrisponde ad un'alta impiegata della Rylatech, una compagnia che produce dispositivi elettronici per il collegamento tramite Internet. Shaw riesce a trovare Finch nella biblioteca, prende la foto di Root e se ne va, ricordando che era stato Finch stesso a "chiederle di trovarsi un altro hobby". Quinn, il boss dell'HR, nel frattempo, si accorge che Cal Beecher sta cercando di scoprire qualcosa di più dell'HR (arriva addirittura ad avere un colloquio con Elias): organizza un attentato per ucciderlo, che riesce con successo. La Macchina aveva segnalato il numero di Beecher a Finch, ma troppo tardi perché la Carter e Fusco potessero salvarlo. Reese e l'impiegata si trovano davanti all'ex capo della ragazza che si scopre essere un partner dell'uomo misterioso che parlò con Kara Stanton. Finch, intanto, scopre che la minaccia per la Macchina proviene da una compagnia tecnologica.
- Principale "persona d'interesse": Monica Jacobs (vittima).
- Guest star: Tracie Thoms (Monica Jacobs), Robert John Burke (Agente Patrick Simmons), Sterling K. Brown (Detective Cal Beecher), Clarke Peters (Alonzo Quinn), John Nolan (John Greer), Larry Bryggman (Martin Baxter), Andrew Rothenberg (Ross Haskell), Dan Bittner (Jerome Eckert), Al Sapienza (Detective Raymond Terney), Sarah Shahi (Sameen Shaw), Enrico Colantoni (Carl Elias).
- Altri interpreti: Joey Auzene (Donnie).

## In extremis
- Titolo originale: In Extremis
- Diretto da: Chris Fisher
- Scritto da: Greg Plageman e Tony Camerino

### Trama
La Macchina fornisce il numero del dottor Richard Nelson, un luminare della medicina che è riuscito a salvare molte persone. Dopo una cerimonia dove il dottore ha avuto il titolo di "professore emerito", questi incomincia a sanguinare dal naso e a sentirsi male; Reese lo soccorre, e il dottore si riprende momentaneamente. Successivamente, nel suo ufficio continua a perdere sangue, capisce di essere stato avvelenato: chiama il pronto intervento, e viene portato in ospedale. Intanto, Reese e Finch scoprono che il dottore è stato contaminato con il polonio, e che quindi è troppo tardi per salvarlo; Reese prende così con sé l'uomo, per andare a caccia dell'avvelenatore. Nel frattempo gli Affari Interni, nella persona del detective Suriano, interrogano Fusco sull'omicidio del detective Stills: Suriano arriva a trovare il luogo dove Fusco ha sepolto Stills, ma non trova il cadavere poiché questo è stato spostato dalla Carter (con l'aiuto di Bear) per proteggere il suo partner.
- Principale "persona d'interesse": Richard Nelson (vittima).
- Flashback: Lionel Fusco.
- Guest star: Dennis Boutsikaris (Dr. Richard Nelson), Robert John Burke (Agente Patrick Simmons), Clarke Peters (Alonzo Quinn), Ned Eisenberg (Detective Joseph Soriano), Matthew Humphreys (Brandon Boyd), Allison Scagliotti-Smith (Molly Nelson), Gabrielle Miller (Juliana De Matteo), Matthew Rauch (Dr. Garrett Rossmore), Scott Jaeck (Vincent Cochran), James Hanlon (Detective James Stills).
- Altri interpreti: John Fiore (Capitano Womack), Louis Vanaria (Detective Louis Azarello), Lynda Gravatt (Celia Beecher), Harris Doran (Pork Pie).

## Il giorno zero
- Titolo originale: Zero Day
- Diretto da: Jeffrey Hunt
- Scritto da: Amanda Segel e David Slack

### Trama
La Macchina sta per essere totalmente infettata dal virus della Decima, ma riesce a dare un numero a Reese e Finch: Ernest Thornhill, capo di una società di inserimento dati, che ultimamente ha comprato tutte le cabine di New York. Finch scopre però che Thornhill non esiste, e che questa identità è in realtà frutto d'un istinto di sopravvivenza della macchina: quindi, Ernest Thornhill è la macchina stessa. Nel frattempo, Carter indaga sull'omicidio di Beecher, finendo così nel mirino dell'HR: inizialmente deve essere uccisa dal detective Terney durante un arresto, ma l'uomo che gli altri poliziotti erano andati a fermare esce dal retro con una pistola e Carter lo uccide. L'HR però fa sparire la pistola, facendo così aprire un caso sul detective Carter dagli Affari Interni.
- Principale "persona d'interesse": La Macchina (vittima).
- Flashback: Harold Finch.
- Nota: in questo episodio è presente una versione abbreviata e distorta del monologo di apertura stagionale: a causa del virus che la infetta, l'interfaccia sarà corrotta e saranno presenti molte schermate appartenenti a errori ed al virus stesso.
- Guest star: Amy Acker (Root), Brett Cullen (Nathan Ingram), Jay O. Sanders (Consigliere Speciale), Carrie Preston (Grace Hendricks), John Nolan (John Greer), Al Sapienza (Detective Raymond Terney), Kevyn Morrow (Detective Ed Solis), Opal Alladin (Claudia Sugarman), Sarah Shahi (Sameen Shaw).
- Altri interpreti: Carter Gill (Agente Drone).

## Fuori tempo massimo
- Titolo originale: God Mode
- Diretto da: Richard J. Lewis
- Scritto da: Patrick Harbinson e Jonathan Nolan

### Trama
Root minaccia Finch di parlare con la sua ex compagna se il geniale informatico non la avesse seguita alla ricerca della Macchina e, costretto ad accettare, Finch inizia ad aiutare Root. Root scopre che alla mezzanotte del giorno stesso, al completamento del virus, la Macchina avrebbe telefonato ad una cabina telefonica, investendolo delle prerogative di amministratore del sistema. Anche gli uomini della Decima vengono a sapere della cosa ed iniziano a controllare tutte le cabine del centro. Reese, ostacolato da Finch, segue l'amico assieme a Shaw, la quale cerca Root. Allo scoccare della mezzanotte la macchina inizia a suggerire a Root, ma anche a Reese (grazie all'intervento di Finch), il luogo in cui il governo l'ha nascosta. Intanto la detective Carter è costretta a salvare Elias, portato a venire ucciso dall' HR e dai russi. Root e Finch arrivano nel magazzino dove è nascosta l'intelligenza artificiale, ma lo trovano vuoto: i due vengono raggiunti subito dopo da Reese e Shaw e in seguito dagli uomini del governo. Finch rivela di essere lui il creatore del malware utilizzato dalla Decima per infettare la Macchina: esso era stato programmato dall'informatico non per distruggere l'intelligenza artificiale, bensì per renderla autonoma e capace di autoproteggersi da minacce interne ed esterne al governo. In questo modo la Macchina è riuscita a far spostare il proprio hardware in un luogo sconosciuto all'insaputa di tutti e si è liberata dai vincoli imposti dallo stesso Finch. L'episodio si conclude con Root che, internata in un ospedale psichiatrico, viene contattata a sorpresa dalla Macchina tramite un telefono.
- Principale "persona d'interesse": La Macchina (vittima).
- Flashback: Robert Hersh e Harold Finch.
- Nota: in questo episodio non è presente il monologo di apertura stagionale.
- Guest star: Amy Acker (Root), Brett Cullen (Nathan Ingram), Jay O. Sanders (Consigliere Speciale), Carrie Preston (Grace Hendricks), Boris McGiver (Robert Hersh), Morgan Spector (Peter Yogorov), Peter Friedman (Lawrence Szilard), Al Sapienza (Detective Raymond Terney), Jordan Lage (Carson), Sarah Shahi (Sameen Shaw), Enrico Colantoni (Carl Elias).
- Altri interpreti: Wesley Broulik (Custode), Tom Galantich (Mr. Chandler), Brad Heberlee (Ingegnere), Abraham Makany (Asif), Hadi Tabba] (Traduttore), Susan Cella (Donna alla guida), Richard Gallagher (Uomo piantato).
- Nota. All'inizio dell'episodio l'uomo salvato da Reese e Shaw è interpretato da David Slack, uno degli sceneggiatori della serie, mentre nella scena finale all'ospedale psichiatrico compaiono due inservienti che portano un paziente, che sono interpretati da Jonathan Nolan, ideatore e showrunner della serie e sceneggiatore dell'episodio, e Greg Plageman, co-showrunner della serie, mentre il paziente è interpretato dal regista dell'episodio, Richard J. Lewis.[4][5]